# Сиански инцидент
Сианският инцидент (на традиционен китайски: 西安事變, на опростен китайски: 西安事变, на пинин: Xī'ān Shìbìan) е политическа криза, възникнала в Сиан, Република Китай през 1936 г. Чан Кайшъ, лидер на Република Китай, е задържан от подчинените си, генералите Джан Сюелян и Ян Хучън, за да да принуди управляващата китайска националистическа партия (Гоминдан) да промени политиката си по отношение на Японската империя и Китайската комунистическа партия.
Преди инцидента Чан Кайшъ се фокусира върху борбата срещу комунистите в Китай, а не върху външната заплаха от японците. След инцидента се създава обединен фронт срещу японците. Кризата приключва след двуседмични преговори. Чан е освободен и върнат в Нанкин, придружен от Джан. Гражданска война срещу китайската комунистическа партия е прекратена и започва активна подготовка за предстоящата война с Япония.